# قانون انتهای N
قانون انتهای N قانونی است که بر سرعت تجزیه پروتئین از طریق شناسایی باقی ماندهٔ پایانهٔ N پروتئین‌ها نظارت می‌کند. این قانون بیان می‌کند که اسید آمینه پایانه N در یک پروتئین نیمه عمر آن را تعیین می‌کند (منظور از نیمهٔ عمر در اینجا مدت زمانی است که پس از آن نیمی از مقدار کل یک پلی پپتید معین تجزیه می‌شود). این قانون برای ارگانیسم‌های یوکاریوتی و پروکاریوتی با شدت، قوانین و نتایج متفاوت اعمال می‌شود. در سلول‌های یوکاریوتی، این باقیمانده‌های N به عنوان پایانه شناسایی شده و توسط لیگازهای یوبی‌کوئیتین مورد هدف قرار می‌گیرند، و در نتیجه یوبیکوتین را واسطه می‌کنند و در نتیجه پروتئین را برای تجزیه مشخص می‌کنند. این قانون در ابتدا توسط الکساندر ورشاوسکی و همکارانش در سال کشف شد. با این حال، فقط تخمین‌های خامی از نیمه عمر پروتئین را می‌توان از این «قانون» نتیجه گرفت، زیرا تغییر اسید آمینه پایانهٔ N می‌تواند منجر به تنوع و ناهنجاری شود، در حالی که تأثیر اسید آمینه هم می‌تواند از یک ارگانیسم به ارگانیسم دیگر تغییر کند. سایر سیگنال‌های تخریب، که به عنوان دگرون شناخته می‌شوند، نیز به ترتیب یافت می‌شوند.

## قوانین در موجودات مختلف
این قانون ممکن است در ارگانیسم‌های مختلف به‌طور متفاوت عمل کند.

### مخمر
باقیمانده‌های پایانه N - نیمه عمر تقریبی پروتئین‌ها برای ساکارومایسس سرویزیه به شرح زیر است:
- Met, Gly, Ala, Ser, Thr, Val, Pro -> 20 ساعت (تثبیت کننده)
- Ile, Glu - تقریباً. ۳۰ دقیقه (تثبیت کننده)
- Tyr, Gln - تقریباً. ۱۰ دقیقه (بی‌ثبات کننده)
- Leu, Phe, Asp, Lys - تقریباً. ۳ دقیقه (بی‌ثبات کننده)
- Arg - تقریباً ۲ دقیقه (بی‌ثبات کننده)

### پستانداران
باقی مانده‌های پایانه N - نیمه عمر تقریبی پروتئین‌ها در سیستم‌های پستانداران به شرح زیر است:
- Met (M), Gly (G) → 30h
- Pro (P) → 20h
- Ile (I)→ 20h
- Thr (T) → 7.2h
- Leu (L) → 5.5h
- Ala (A) → 4.4h
- His (H) → 3.5h
- Trp (W) → 2.8h
- Tyr (Y) → 2.8h
- Ser (S) → 1.9h
- Asn (N) → 1.4h
- Lys (K) → 1.3h
- Cys (C) → 1.2h
- Asp (D) → 1.1h
- Phe (F) → 1.1h
- Glu (E) → 1.0h
- Arg (R) → 1.0h
- Gln (Q) → 0.8h

### باکتری‌ها
در اشرشیاکلی، برخی از باقی مانده‌های آلیفاتیک و معطر در پایانهٔ N، مانند آرژنین، لیزین، لوسین، فنیل آلانین، تیروزین و تریپتوفان دارای بار مثبت و برخی از باقی مانده‌های آلیفاتیک و آروماتیک در پایانه N هستند که نیمه عمر کوتاهی در حدود ۲ دقیقه دارند و به سرعت تجزیه می‌شوند. این باقی مانده‌ها (زمانی که در پایانه N پروتئین قرار دارند) به عنوان باقی مانده‌های بی‌ثبات کننده نامیده می‌شوند. در باکتری‌ها، باقی‌مانده‌های بی‌ثبات‌کننده را می‌توان به‌عنوان باقی‌مانده‌های بی‌ثبات‌کننده اولیه (لوسین، فنیل آلانین، تیروزین و تریپتوفان) یا باقی‌مانده‌های بی‌ثبات‌کننده ثانویه (آرژنین، لیزین و در مورد خاص متیونین) تعریف کرد. باقیمانده‌های بی‌ثبات‌کننده ثانویه با اتصال یک باقیمانده بی‌ثبات‌کننده اولیه توسط آنزیم لوسیل/فنیل آلانین-tRNA-پروتئین ترانسفراز اصلاح می‌شوند. تمام اسیدهای آمینه دیگر هنگامی که در انتهای N پروتئین قرار می‌گیرند به عنوان باقی مانده‌های تثبیت کننده نامیده می‌شوند و نیمه عمر آنها بیش از ۱۰ ساعت است. پروتئین‌هایی که دارای یک باقیمانده بی‌ثبات‌کننده اولیه N ترمینال هستند، به‌طور خاص توسط N-شناسایی باکتریایی (جزء شناسایی) ClpS شناسایی می‌شوند. ClpS به عنوان یک پروتئین آداپتور خاص برای AAA + پروتئاز ClpAP وابسته به ATP است و از این رو ClpS بسترهای دگرون در پایانه N- را برای تخریب به ClpAP می‌دهد.
یک مسئله پیچیده این است که اولین باقی مانده پروتئین‌های باکتریایی به‌طور معمول با یک فرمیل متیونین پایانهٔ N (f-Met) بیان می‌شود. گروه فرمیل این متیونین به سرعت حذف می‌شود و خود متیونین سپس توسط متیونیل آمینوپپتیداز حذف می‌شود. حذف متیونین زمانی کارآمدتر است که باقیمانده دوم کوچک و بدون بار باشد (به عنوان مثال آلانین)، اما زمانی که حجیم و باردار باشد مانند آرژنین ناکارآمد است. هنگامی که f-Met حذف شد، باقیمانده دوم تبدیل به باقیمانده پایانه N می‌شود و تابع قانون انتهای N می‌باشد. پس مانده‌هایی با زنجیره‌های جانبی اندازه متوسط مانند لوسین به عنوان باقیمانده دوم ممکن است نیمه عمر کوتاهی داشته باشند.

### کلروپلاست‌ها
دلایل متعددی وجود دارد که چرا این امکان وجود دارد که قانون انتهای N در اندامک کلروپلاست سلول‌های گیاهی نیز عمل کند. اولین شواهد از نظریه درون همزیستی ناشی می‌شود که شامل این ایده است که کلروپلاست‌ها از سیانوباکتری‌ها، موجودات فتوسنتزی که می‌توانند نور را به انرژی تبدیل کنند، مشتق شده‌اند. تصور می‌شود که کلروپلاست از درون همزیستی بین یک سلول یوکاریوتی و یک سیانوباکتری ایجاد شده‌است، زیرا کلروپلاست‌ها دارای چندین ویژگی از جمله قابلیت‌های فتوسنتزی با باکتری هستند. قانون پایان N باکتریایی قبلاً به خوبی مستند شده‌است. این شامل سیستم پروتئاز Clp است که از پروتئین آداپتور ClpS و ClpA/P و هسته پروتئاز تشکیل شده‌است. یک سیستم Clp مشابه در استرومای کلروپلاست وجود دارد، که نشان می‌دهد قانون انتهای N ممکن است به‌طور مشابه در کلروپلاست‌ها و باکتری‌ها عمل کند.
علاوه بر این، یک مطالعه در سال ۲۰۱۳ در رشادی گوش‌موشی پروتئین ClpS1 را نشان داد که یک همولوگ پلاستید احتمالی باکتری ClpS Recognin است. ClpS یک پروتئین آداپتور باکتریایی است که مسئول شناسایی نسبت غلظتهای پروتئینی از طریق باقیمانده‌های ترمینال N آنها و تحویل آنها به هسته پروتئاز برای تخریب است. این مطالعه نشان می‌دهد که ClpS1 از نظر عملکردی مشابه ClpS است، همچنین نقشی در شناسایی سوبسترا از طریق باقی‌مانده‌های خاص N ترمینال (دگرون‌ها) مانند همتای باکتریایی آن ایفا می‌کند. فرض بر این است که پس از شناسایی، ClpS1 به این پروتئین‌های سوبسترا متصل می‌شود و آنها را به همراه ClpC ماشین هسته پروتئاز می‌آورد تا تخریب را آغاز کند.
در پژوهش دیگری، پروتئین‌های استرومایی رشادی گوش‌موشی برای تعیین فراوانی نسبی باقی‌مانده‌های خاص پایانهٔ N آنالیز شدند. این مطالعه نشان داد که آلانین، سرین، ترئونین و والین فراوان‌ترین باقیمانده‌های ترمینال N بودند، در حالی که لوسین، فنیل آلانین، تریپتوفان و تیروزین (همه محرک‌های تخریب در باکتری‌ها) از باقی مانده‌هایی بودند که به ندرت شناسایی شدند.
علاوه بر این، یک سنجش میل ترکیبی با استفاده از ClpS1 و باقیمانده‌های N ترمینال برای تعیین اینکه آیا ClpS1 واقعاً دارای شرکای اتصال خاصی است یا خیر، انجام شد. این مطالعه نشان داد که فنیل آلانین و تریپتوفان به‌طور خاص به ClpS1 متصل می‌شوند و آنها را کاندیدهای اصلی برای N-degron در کلروپلاست‌ها می‌کند.
در حال حاضر تحقیقات بیشتری برای تأیید اینکه آیا قانون انتهای N در کلروپلاست‌ها عمل می‌کند یا خیر، در حال انجام است.

### آپیکوپلاست
آپیکوپلاست یک پلاستید غیر فتوسنتزی مشتق شده است که در اکثر آپی کمپلکس‌ها از جمله توکسوپلاسما گوندی، پلاسمودیوم فالسیپاروم و سایر گونه‌های پلاسمودیوم یافت می‌شود. (انگل‌های عامل مالاریا). مشابه گیاهان، چندین گونه هاگداران، از جمله پلاسمودیوم فالسیپاروم، حاوی تمام اجزای لازم مورد نیاز برای یک Clp-protease موضعی در هاگدان هستند، از جمله یک همولوگ بالقوه از باکتری ClpS N-recognin. داده‌های آزمایشگاهی نشان می‌دهند که پلاسمودیوم فالسیپاروم ClpS قادر به تشخیص انواع باقی‌مانده‌های بی‌ثبات‌کننده اولیه N ترمینال است، نه تنها باقی‌مانده‌های کلاسیک بی‌ثبات‌کننده اولیه باکتریایی (لوسین، فنیل آلانین، تیروزین و تریپتوفان) بلکه همچنین ایزولوسین پایانهٔ N و ویژگی‌های آن را نشان می‌دهد. (در مقایسه با همتای باکتریایی آن).